# Райков, Виктор Кириллович
Виктор Кириллович Райков (род. 1959) — советский и российский спортсмен и тренер; Мастер спорта по вольной борьбе (1981), Заслуженный тренер России (2000). Судья международной категории. Отличник народного просвещения, Отличник физической культуры и спорта.

## Биография
Родился 24 июня 1959 года в Красноярске. 
После завершения обучения в красноярской школе № 92, Окончил Красноярский государственный педагогический институт — учитель средней школы по географии и биологии; Сибирскую академию государственной службы — менеджер по специальности «Государственное и муниципальное управление». Прошёл профессиональную переподготовку в Институте социально-экономического образования в Екатеринбурге.
Борьбой начал заниматься в 1974 году. С 1980 года находился на тренерской работе. Подготовил известных в стране спортсменок — чемпионов и призёров чемпионатов России, Европы и мира – Лорису Ооржак, Юлию Бартновскую, Наталью Ивашко и других. Принимал участие в подготовке олимпийского чемпиона Адама Сайтиева; его ученица Лидия Карамчакова была участницей Олимпийских игр в Афинах 2004 года.
Директор и тренер-преподаватель по вольной борьбе в красноярской Специализированной детско-юношеской спортивной школе олимпийского резерва имени Бувайсара Сайтиева. Вице-президент федерации спортивной борьбы Красноярского края.
Награждён Знаком Законодательного Собрания Красноярского края «ПРИЗНАНИЕ».